# PAdES
PAdES, acronyme de PDF Advanced Electronic Signature est une norme de l'ETSI permettant de signer des documents PDF.